# Turbonilla interrupta
Turbonilla interrupta är en snäckart som först beskrevs av Henry Roland Totten 1835.  Turbonilla interrupta ingår i släktet Turbonilla och familjen Pyramidellidae. Inga underarter finns listade i Catalogue of Life.